# شالمرز كليفتون
شالمرز كليفتون (بالإنجليزية: Chalmers Clifton)‏ هو ملحن أمريكي، ولد في 30 أبريل 1889، وتوفي في 19 يونيو 1966.